# A nagy pénzrablás

A pénzrablók különös maszkja

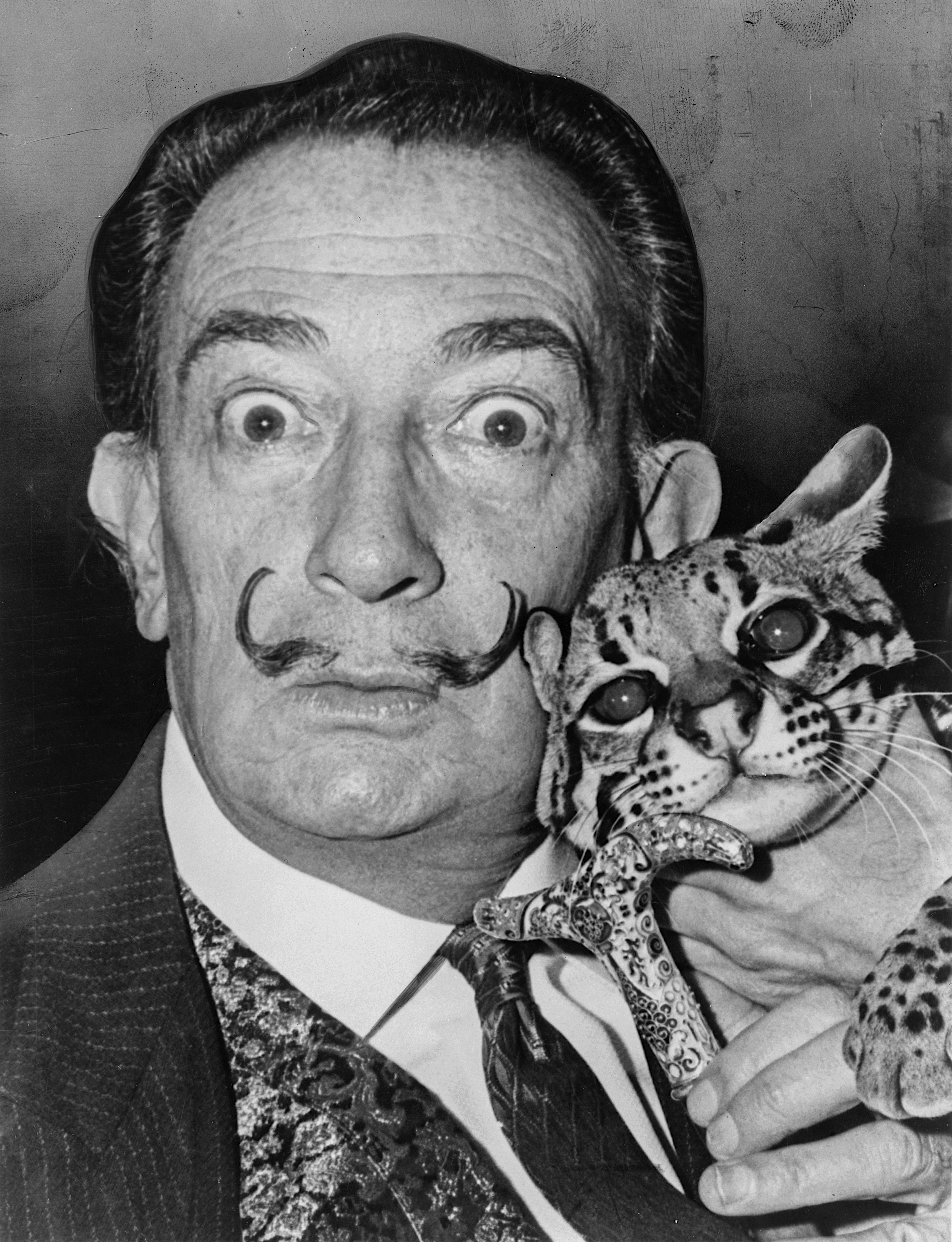
A csapat maszkját Salvador Dalí spanyol szürrealista festő arcképe ihlette

A nagy pénzrablás (spanyolul: La Casa De Papel) 2017-ben bemutatott spanyol bűnügyi drámasorozat, amit Álex Pina eredetileg két egységből álló minisorozatnak tervezett. Az első, 15 epizódos évadot az Antena 3 csatorna sugározta 2017. május 2-től november 23-ig. Még azon az év végén a Netflix megszerezte a sorozat nemzetközi streaming jogait, majd újravágta a sorozatot 22 rövidebb epizódra, amit világszerte kiadott 2017. december 20-án és 2018. április 6-án. Ekkor jelentősen megnövelt költségvetéssel 16 epizód erejéig folytatta a sorozatot. A harmadik, 8 epizódos rész 2019. július 19-én, a negyedik rész 2020. április 3-án jelent meg. Az 5. évad első fele 2021. szeptember 3-án, a második fele pedig 2021. december 3-án jelent meg.

## Cselekmény
Az első két évad a madridi Spanyol Királyi Pénzverde elleni hosszan előkészített, többnapos támadásról szól. Egy rablócsoport túszokat szed, hogy 2,4 milliárd eurót nyomtassanak. Nyolc rablóról szól, akik városok után kapták a kódnevüket, és a Professzor (Álvaro Morte) vezeti őket egy külső helyszínről.
A történet főleg az egyik rablóra, Tokióra (Úrsula Corberó) koncentrál, miközben bent a túszokkal, kint a rendőrséggel küzdenek. A harmadik évadban a túlélő rablók bujkálnak, és új tagok segítségével megtámadják a Spanyol Jegybankot, Spanyolország központi bankját.
A sorozatot Madridban forgatták. A harmadik évad jelentős epizódjait Panamavárosban és Firenzében vették fel. A narratíva valós idejű, és visszaemlékezéseken, időugrásokon, rejtett karakter motivációkon és megbízhatatlan narrátoron alapszik. Kiforgatja a rablóműfajt azzal, hogy egy nő (Tokió) szemszögéből mesél, és erős a spanyol identitása, azzal, hogy az érzelmek dinamikáját ellensúlyozza a tökéletes bűntény.
Kritikailag elismerték a kifinomult történetvezetést, a személyközi drámát, a rendezést, és azt, hogy megpróbálta megújítani a spanyol televíziózást. A többször elhangzó olasz fasizmusellenes „Bella ciao…” dal 2018-ban Európa-szerte nyári sláger lett. 2018-ban a legnézettebb nem angol nyelvű sorozat és az egyik legnézettebb sorozat lett az egész Netflixen.

## A sorozat áttekintése
| Rész                          | Rész | Évad | Epizód | Epizód            | Eredeti sugárzás    | Eredeti sugárzás             | Eredeti sugárzás               | Magyar sugárzás                | Magyar sugárzás            | Magyar sugárzás |
| Rész                          | Rész | Évad | Epizód | Epizód            | Évadbemutató        | Évadzáró                     | Eredeti adó                    | Évadbemutató                   | Évadzáró                   | Magyar adó      |
| ----------------------------- | ---- | ---- | ------ | ----------------- | ------------------- | ---------------------------- | ------------------------------ | ------------------------------ | -------------------------- | --------------- |
|                               | 1.   | 1.   | 13     | 13                | 2017. május 2.      | 2017. június 27.             | Antena 3                       | 2019. október 4. (felirat)     | 2019. október 4. (felirat) |                 |
| 2020. november 15. (szinkron) | 1.   | 1.   | 13     | 13                | 2017. május 2.      | 2017. június 27.             | Antena 3                       |                                |                            |                 |
|                               | 2.   | 1.   | 9      | 9                 | 2017. október 16.   | 2017. november 23.           | Antena 3                       | 2019. október 4. (felirat)     | 2019. október 4. (felirat) |                 |
| 2020. november 30. (szinkron) | 2.   | 1.   | 9      | 9                 | 2017. október 16.   | 2017. november 23.           | Antena 3                       |                                |                            |                 |
|                               | 3.   | 2.   | 8      | 8                 | 2019. július 19.    | 2019. július 19.             |                                | 2019. október 4. (felirat)     | 2019. október 4. (felirat) |                 |
| 2021. február 13. (szinkron)  | 3.   | 2.   | 8      | 8                 | 2019. július 19.    | 2019. július 19.             |                                |                                |                            |                 |
|                               | 4.   | 2.   | 8      | 8                 | 2020. április 3.    | 2020. április 3.             | 2020. április 3. (felirat)     | 2020. április 3. (felirat)     |                            |                 |
| 2021. február 13. (szinkron)  | 4.   | 2.   | 8      | 8                 | 2020. április 3.    | 2020. április 3.             |                                |                                |                            |                 |
|                               | 5.   | 3.   | 10     | 5                 | 2021. szeptember 3. | 2021. szeptember 3.          | 2021. szeptember 3. (szinkron) | 2021. szeptember 3. (szinkron) |                            |                 |
| 5                             | 5.   | 3.   | 10     | 2021. december 3. | 2021. december 3.   | 2021. december 3. (szinkron) | 2021. december 3. (szinkron)   |                                |                            |                 |

## Szereplők

### Főszereplők

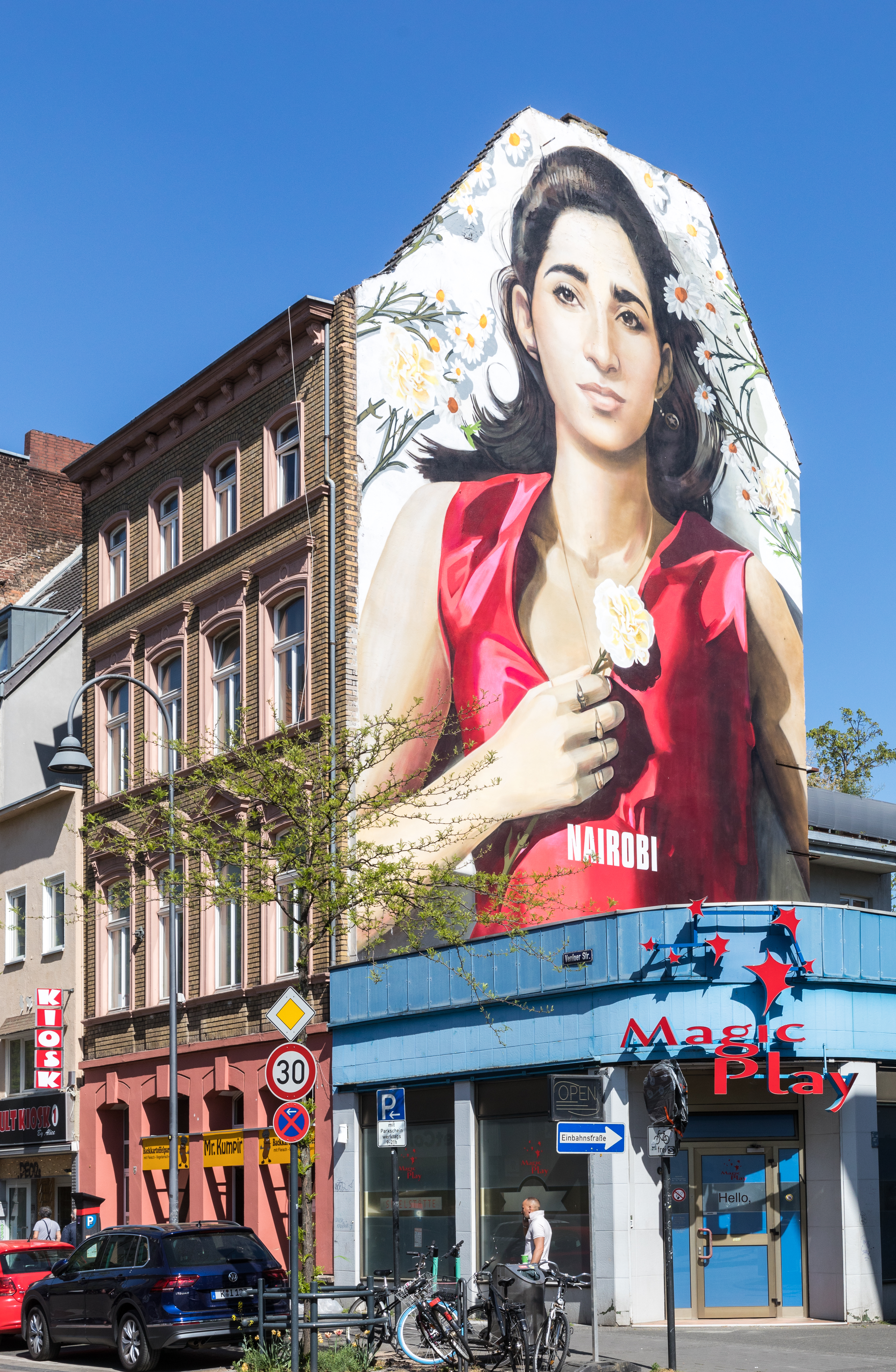
Nairobi karaktere egy házfalon

| Színész             | Szereplő                                                 | Magyar hang      | Leírás |
| ------------------- | -------------------------------------------------------- | ---------------- | --- |
| Úrsula Corberó      | Silene Oliveira (Tokió)                                  | Dobó Enikő       | a narrátor; szökevény rabló, amíg a Professzor be nem cserkészi, hogy vegyen részt a tervében                                       |
| Itziar Ituño        | Raquel Murillo (Lisszabon)                               | Bánfalvi Eszter  | a spanyol rendőrség felügyelője, aki az ügyön dolgozik                                                                              |
| Álvaro Morte        | Sergio Marquina (a Professzor / Salvador "Salva" Martín) | Dévai Balázs     | a rablás kitalálója, aki összegyűjtötte a csapatot                                                                                  |
| Paco Tous           | Agustín Ramos dos Hermanas (Moszkva)                     | Csuja Imre       | bányászból lett bűnöző |
| Pedro Alonso        | Andrés de Fonollosa (Berlin)                             | Kálid Artúr      | halálos beteg ékszertolvaj, a Professzor helyettese, testvére                                                                       |
| Alba Flores         | Ágata Jiménez (Nairobi)                                  | Szilágyi Csenge  | profi hamisító, aki a pénzt nyomtatja a csoportnak                                                                                  |
| Miguel Herrán       | Aníbal Cortés (Rio de Janeiro)                           | Jéger Zsombor    | fiatal hacker |
| Jaime Lorente       | Daniel/Ricardo Ramos (Denver)                            | Ember Márk       | Moszkva fia |
| Esther Acebo        | Mónica Gaztambide (Stockholm)                            | Lovas Rozi       | az egyik túsz, Arturo Román titkárnője és szeretője, akinek törvényen kívüli gyerekét hordja ki. A rablás alatt beleszeret Denverbe |
| Enrique Arce        | Arturo Román                                             | Gyabronka József | túsz, a Spanyol Királyi Pénzverde vezetője                                                                                          |
| María Pedraza       | Alison Parker                                            | Rudolf Szonja    | túsz, a brit nagykövet lánya |
| Darko Peric         | Mirko Dragic (Helsinki)                                  | Törköly Levente  | szerb veterán katona, Oslo unokatestvére                                                                                            |
| Kiti Mánver         | Mariví Fuentes                                           | Kiss Mari        | Raquel anyja |
| Hovik Keuchkerian   | Santiago Lopez (Bogota)                                  | Schneider Zoltán | profi kohász, csatlakozik a Spanyol Bank kirablásához                                                                               |
| Rodrigo de la Serna | Martín Berroté (Palermo / a Mérnök)                      | Rába Roland      | Berlin régi barátja, akivel együtt tervelték ki a Spanyol Jegybank kirablását                                                       |
| Najwa Nimri         | Alicia Sierra                                            | Ruttkay Laura    | a spanyol rendőrség terhes felügyelője, aki átveszi az ügyet Raqueltől                                                              |
| Belén Cuesta        | Julia/Juan Martínez (Manila)                             | Kurta Niké       | transznemű karakter, eleinte túsznak adja ki magát, gyerekkora óta szerelmes Denverbe                                               |
| Luka Peroš          | Jakov (Marseille)                                        | Szikszai Rémusz  | a Spanyol Bank kirablásához csatlakozó csapat tagja                                                                                 |
| Ahikar Azcona       | Matías Caño (Pamplona)                                   |                  | a Spanyol Bank kirablásához csatlakozó csapat tagja, aki nagyrészt a Spanyol Bank túszait őrzi                                      |

### Visszatérő szereplők
| Színész                       | Szereplő                               | Magyar hang        | Leírás |
| ----------------------------- | -------------------------------------- | ------------------ | --- |
| Roberto Garcia Ruiz           | Dimitri Mostovói / Radko Dragić (Oslo) | Ficzere Béla       | szerb veterán katona, Helsinki unokatestvére |
| Fernando Soto                 | Ángel Rubio                            | Kardos Róbert      | nyomozóhelyettes, Raquel helyettese |
| Juan Fernández                | Colonel Prieto                         | Papp János         | a spanyol titkosszolgálat tagja, aki Raquel munkáját felügyeli |
| Anna Gras                     | Mercedes Colmenar                      | Tarr Judit         | Alison tanára, túsz |
| Fran Morcillo                 | Pablo Ruiz                             | Figeczky Bence     | Alison iskolatársa, túsz |
| Clara Alvarado                | Ariadna Cascales                       | Mentes Júlia       | a pénzverde egyik dolgozója, túsz |
| Mario de la Rosa              | Suárez                                 | Schmied Zoltán     | a Grupo Especial de Operaciones, spanyol rendőrség taktikai egységének parancsnoka                                                                                           |
| Miquel García Borda           | Alberto Vicuña                         | Szatmári Attila    | Raquel volt férje, törvényszéki szakértő |
| Naia Guz                      | Paula Vicuña Murillo                   | Fábián Maya        | Raquel és Alberto lánya |
| Fernando Cayo                 | Tamayo ezredes                         | Hannus Zoltán      | a spanyol titkosszolgálat tagja, aki Alicia munkáját felügyeli |
| Neymar da Silva Santos Žunior | Joao                                   | Major Erik         | mellékszereplő |
| Pep Munné                     | Mario Urbaneja                         | Szacsvay László    | a Spanyol Bank elnöke |
| José Manuel Poga              | Gandía                                 | Makranczi Zalán    | Spanyol Bank biztonsági vezetője.spanyol hadsereg különleges erőinek Századosa                                                                                               |
| Diana Gómez                   | Tatiana                                | Veszelovszki Janka | Berlin volt felesége |
| Miguel Ángel Silvestre        | René                                   | Papp Dániel        | Tokió volt pasija . |
| José Manuel Seda              | Sagasta                                | Pál András         | spanyol hadsereg különleges erőinek parancsnoka. |
| Patrick Criado                | Rafael                                 | Molnár Áron        | Berlin tékozló fia, a massachusettsi MIT elektronikai mérnöke, kiberbiztonsági diplomát szerzett, és csak egy dolog világos, hogy nem akar olyan tolvaj lenni, mint az apja. |
| Jennifer Miranda              | Arantxa Arteche                        | Fekete Linda       | Arteche a spanyol hadsereg különleges erőinek katonája. Korábban illegális majomviadalokat szervezett Gibraltárban.                                                          |
| Alberto Amarilla              | Ramiro Vázquez                         | Mészáros Tamás     | Ramiro a spanyol hadsereg különleges erőinek katonája. Bombaszakértő, és egy elmegyógyintézetben volt Mondragónban.                                                          |

A szinkront a Mafilm Audio Kft. készítette.

## Díjak és jelölések
| Év   | Díj                                       | Kategória                                      | Nev(ek) | Eredmény | Ref.   |
| ---- | ----------------------------------------- | ---------------------------------------------- | --- | -------- | ------ |
| 2017 | Premios Feroz                             | Legjobb drámasorozat                           | A nagy pénzrablás | Jelölve  | [ 6 ]  |
| 2017 | Premios Feroz                             | Legjobb női főszereplő                         | Úrsula Corberó | Jelölve  | [ 6 ]  |
| 2017 | Premios Feroz                             | Legjobb mellékszereplő                         | Paco Tous | Jelölve  | [ 6 ]  |
| 2017 | Premios Feroz                             | Legjobb női mellékszereplő                     | Alba Flores | Jelölve  | [ 6 ]  |
| 2017 | 19. Premios IRIS                          | Legjobb forgatókönyv                           | Álex Pina, Esther Martínez Lobato, David Barrocal, Pablo Roa, Esther Morales, Fernando Sancristóbal, Javier Gómez Santander | Elnyerte | [ 7 ]  |
| 2017 | FesTVal de Televisión y Radios de Vitoria | Legjobb fikciós rendezés                       | Jesús Colmenar, Alejandro Bazzano, Miguel Ángel Vivas, Álex Rodrigo                                                         | Jelölve  | [ 8 ]  |
| 2017 | FesTVal de Televisión y Radios de Vitoria | Legjobb fikciós sorozat (a kritikusok szerint) | A nagy pénzrablás | Jelölve  | [ 8 ]  |
| 2017 | 68. Fotogramas de Plata                   | Legjobb spanyol sorozat                        | A nagy pénzrablás | Elnyerte | [ 9 ]  |
| 2018 | 46. Emmy-díj                              | Legjobb drámasorozat                           | A nagy pénzrablás | Elnyerte | [ 10 ] |
| 2018 | 20. Premios IRIS                          | Legjobb színésznő                              | Úrsula Corberó | Elnyerte | [ 11 ] |
| 2018 | Premios MiM Series                        | Legjobb rendezés                               | Jesús Colmenar, Alejandro Bazzano, Miguel Ángel Vivas, Álex Rodrigo                                                         | Elnyerte | [ 12 ] |
| 2018 | Arany Nimfa díj                           | Legjobb drámasorozat                           | A nagy pénzrablás | Elnyerte |        |
| 2018 | Premios de la Unión de Actores            | Legjobb televíziós mellékszereplő              | Pedro Alonso | Elnyerte | [ 13 ] |
| 2018 | Premios de la Unión de Actores            | Legjobb televíziós női mellékszereplő          | Alba Flores | Jelölve  | [ 13 ] |
| 2018 | Premios de la Unión de Actores            | Legjobb televíziós színész                     | Álvaro Morte | Jelölve  | [ 13 ] |
| 2018 | Premios de la Unión de Actores            | Legjobb TV-stáb színész                        | Jaime Lorente | Jelölve  | [ 13 ] |
| 2018 | Premios de la Unión de Actores            | Legjobb kiemelkedő színésznő                   | Esther Acebo | Jelölve  | [ 13 ] |
| 2018 | Premios Fénix                             | Legjobb sorozat                                | A nagy pénzrablás | Jelölve  | [ 14 ] |
| 2018 | Festival de Luchon                        | Közönségdíj                                    | A nagy pénzrablás | Elnyerte | [ 15 ] |
| 2018 | Festival de Luchon                        | Spanyol zsűri díj                              | A nagy pénzrablás | Elnyerte | [ 15 ] |
| 2019 | 21. Premios IRIS                          | Legjobb színész                                | Álvaro Morte | Elnyerte | [ 16 ] |
| 2019 | 21. Premios IRIS                          | Legjobb színésznő                              | Alba Flores | Elnyerte | [ 16 ] |
| 2019 | 21. Premios IRIS                          | Legjobb rendezés                               | Jesús Colmenar, Álex Rodrigo, Koldo Serra, Javier Quintas                                                                   | Elnyerte | [ 16 ] |
| 2019 | 21. Premios IRIS                          | Legjobb fikciós sorozat                        | A nagy pénzrablás | Elnyerte | [ 16 ] |
| 2019 | 21. Premios IRIS                          | Legjobb produkció                              | Cristina López Ferrar | Elnyerte | [ 16 ] |
| 2020 | Premios Feroz                             | Legjobb drámasorozat                           | A nagy pénzrablás | Jelölve  | [ 17 ] |
| 2020 | Premios Feroz                             | Legjobb férfi főszereplő                       | Álvaro Morte | Jelölve  | [ 17 ] |
| 2020 | Premios Feroz                             | Legjobb női mellékszereplő                     | Alba Flores | Jelölve  | [ 17 ] |

## Jelenlegi

### Dél-koreai adaptáció
2020 novemberében a Netflix bejelentette, hogy elkészíti a sorozat dél-koreai adaptációját. A Money Heist: Korea – Joint Economic Area címet viselő 12 részes produkció a BH Entertainment és a Contents Zium együttműködése lesz, a rendező pedig Kim Hong-sun lesz. Az adaptáció elkészítését késleltette a dél-koreai COVID-19 világjárvány.

### Spin-off sorozat
2021 novemberében a Netflix bejelentette, hogy Berlin címmel spin-off sorozatot hoz létre, amely 2023-ban jelenik meg.

## Fordítás
Ez a szócikk részben vagy egészben  a   Money Heist című angol Wikipédia-szócikk ezen változatának fordításán alapul.  Az eredeti cikk szerkesztőit annak laptörténete sorolja fel. Ez a jelzés csupán a megfogalmazás eredetét és a szerzői jogokat jelzi, nem szolgál a cikkben szereplő információk forrásmegjelöléseként.